# Cheracebus aquinoi
Cheracebus aquinoi — вид широконосих мавп родини сакієвих (Pitheciidae). Вперше науково описаний у листопаді 2022 року та названий на честь перуанського приматолога Роландо Акіно.

## Поширення
Вид поширений в Південній Америці. Ендемік Перу. Поширений в провінції Лорето між річками Нанай і Тіґре. Популяція мавп тіті в цьому районі раніше була приписана до Cheracebus lucifer.

## Опис
Хутро червонувато-коричневого забарвлення. Має комірець і горло кремового кольору. Обличчя чорняве, але має злегка білуватий відтінок через розсипане біле волосся. Між обличчям і маківкою проходить вузька чорна смуга.

## Спосіб життя
Cheracebus aquinoi веде денний спосіб життя і живе невеликими сімейними групами по три-чотири особини. Іноді мавпи утворюють тимчасові спільноти з групами мавп Plecturocebus discolor, Pithecia aequatorialis та/або Leontocebus lagonotus. Площа, на якій проживає сімейна група, становить близько 20 га. Індивідуальна щільність 0,3-4,8 екз./км². Cheracebus aquinoi живе у лісах варзеа, в галерейних лісах, пальмових лісах і у вариллах (лісах з деревами з тонкими стовбурами на піщаних ґрунтах). Він вважає за краще залишатися у верхніх частинах верхівок дерев на висоті від 15 до 25 метрів і харчується бруньками, квітами, фруктами, комахами, листям і насінням.